# Shyok
Lo Shyok è un fiume che scorre in India ed in Pakistan, in particolare nel Ladakh e nel distretto di Ghangche del Gilgit-Baltistan.
Il fiume Shyok è un affluente dell'Indo e nasce dal ghiacciaio dei monti Rimo (35°21′03″N 77°37′09″E), una delle lingue del ghiacciaio Siachin nel sistema del Karakorum-Himalaya e diviene molto ampio quando riceve le acque del fiume Nubra, che a sua volta nasce dallo stesso ghiacciaio Siachin.
L'orientamento geografico del corso del fiume è piuttosto inconsueto: dalla sorgente scorre costantemente in direzione Sud-Est fino a raggiungere la catena montuosa di Pangong, dove il corso descrive un'ampia curva di quasi 180° per scorrere quindi verso Nord-Ovest quasi parallelamente al tratto precedente. Dopo aver percorso una valle piuttosto ampia, dopo Chalunka entra in una stretta gola allo sbocco della quale si getta nell'Indo all'altezza di Skardu.
La valle dello Shyok, come del resto gran parte del bacino dell'Indo, è sempre stata largamente coltivata, grazie alla presenza di importanti depositi quaternari di consistente spessore, che costituiscono inoltre un'importante località per ricerche geologiche.